# Mea Culpa (Céline)
Pour les articles homonymes, voir Mea culpa.
Mea Culpa, paru le 28 décembre 1936, est le premier des quatre pamphlets de l'écrivain français Louis-Ferdinand Céline. Texte très court (21 pages), il est suivi de La Vie et l'Œuvre de Semmelweis, thèse de médecine de l'auteur.
Henri Godard juge Mea Culpa « capital » dans la compréhension de la pensée de Céline. Publié au retour d'URSS de l'écrivain, ce pamphlet témoigne de sa déception. Céline attribue les dérives du communisme à la nature humaine, foncièrement égoïste. Il brosse de celle-ci un tableau très sombre : l'homme ne changera pas, et par conséquent son sort ne s'améliorera jamais. Aussi l'auteur considère-t-il toute vision idéalisée de l'homme et toute spéculation optimiste sur l'avenir comme des impostures ne pouvant conduire qu'à des massacres.
Ce texte n'annonce en rien le violent antisémitisme de Bagatelles pour un massacre, publié un an plus tard.

## Genèse

### Contexte
Le deuxième roman de Céline, Mort à crédit, paraît le 12 mai 1936, alors que débutent les grèves du Front populaire.
André Gide, qui a foi dans le communisme, se rend en URSS en juin. Durant deux mois, il est traité somptueusement par la « riche Société des auteurs soviétiques ». Il revient le 22 août, consterné.
De son côté, Céline est très affecté par le relatif insuccès de Mort à crédit et par le déferlement de violentes critiques, de droite comme de gauche, critiques portant à la fois sur le style du roman et sur la tendance de l'auteur à rabaisser l'homme. Céline est rejeté par le monde des écrivains, qui ne le reconnaissent pas pour un des leurs. Son amertume va affleurer dans Mea Culpa : « Tout créateur au premier mot se trouve à présent écrasé de haines, concassé, vaporisé. Le monde entier tourne critique, donc effroyablement médiocre. Critique collective, torve, larbine, bouchée, esclave absolue. »
Selon François Gibault, la société de l'époque n'attend pas des romanciers. La France, en plein désarroi devant la montée des extrémismes, attend plutôt des philosophes, des maîtres à penser. « Peut-être découragé », Céline va interrompre sa carrière de romancier.
Céline est moins proche des communistes que ne l'est Gide. Louis Aragon le presse, mais en vain, de rejoindre la SFIC-Parti communiste (ancien nom du PCF). Céline décide pourtant de se rendre à son tour en URSS. Sa compagne, Lucette, est déçue de ne pouvoir l'accompagner : aucune réservation d'hôtel n'est possible pour un couple non marié. Céline part seul. Il séjourne en URSS à ses frais durant trois semaines. Il est de retour le 25 septembre.
André Gide, en dépit des pressions qu'il subit, choisit de dire ce qu'il a vu. Le 13 novembre, il publie Retour de l'U.R.S.S.. C'est peut-être la parution de ce livre qui incite Céline à s'exprimer à son tour.

### Écriture
Il laisse de côté deux projets de roman : Casse-pipe et Honny soit (qui deviendra Guignol's Band). Il écrit les 21 pages du pamphlet en deux ou trois semaines.

### Publication
Mea Culpa est publié six semaines après le livre de Gide, le 28 décembre 1936, chez Denoël et Steele. Le texte est suivi de La Vie et l'Œuvre de Semmelweis, la thèse de médecine de Céline. C'est la première édition commerciale de cette dernière.

## Thème
André Gide déplore les échecs économiques de l'URSS, les promesses de liberté non tenues. Il se demande si la responsabilité en incombe à des déviations politiques ou, en partie, à la nature humaine. Céline rebondit sur ce point, il apporte sa réponse : la responsabilité en incombe à la nature humaine.
Il ne s'agit pas d'un récit de voyage. À la différence de Gide, Céline ne détaille pas ce qu'il a vu. Il se livre à une attaque « sur les seuls principes du communisme ». Pour Henri Godard, « il saisit l'occasion de dire plus directement qu'il ne l'a jamais fait son sentiment sur la nature humaine, et, accessoirement, sa conception très personnelle du communisme ».

## Résumé
Céline trouve un avantage au communisme : il permet de faire apparaître enfin l'homme tel qu'il est. Depuis des siècles, le statut de victime permettait d'excuser ses vices. À présent qu'il n'est plus exploité, il n'y a plus d'excuses, l'« imposture » prend fin. L'homme est dévoilé.

### Dégoût de la bourgeoisie
Un reproche pourrait être adressé à l'auteur : en dénonçant les aberrations du communisme, il fait le jeu de la bourgeoisie. Céline répond par avance. Il voudrait voir crever les privilégiés, les patrons, « ces putrides rebuts ». La bourgeoisie est une « pourriture parfaite » : « Jamais depuis le temps biblique ne s'était abattu sur nous fléau plus sournois, plus obscène, plus dégradant à tout prendre, que la gluante emprise bourgeoise. Classe plus sournoisement tyrannique, cupide, rapace, tartufière à bloc ! » Céline ne voit dans ses révolutionnaires de 1793 que des « larbins » affamés de pillage et de guillotine, dont les descendants perpétuent la tradition et peuvent tous être butés sur place. Quant à ses intellectuels, tantôt de gauche, tantôt de droite, ils sont tous « farouchement conservateurs ». Cette engeance doit être mise à l'égout.

### La vraie nature de l'Homme
Quelle réjouissance que de voir le « tout petit » massacrer la classe entière des profiteurs ! Voici le prolétaire libre. Le bonheur lui tend les bras. Malheureusement, cinquante siècles de servitude ont imprimé de « vilains instincts » dans le cœur du prolétaire. Le pauvre est certes « la grande victime de l'Histoire », mais croire qu'il est un ange est un préjugé. Pour Céline, l'homme n'est pas seulement ce qu'il mange. L'homme est quelque chose de « bien plus trouble et dégueulasse que la question du « bouffer ».
Le programme du communisme est entièrement matérialiste : bouffer. Mais justement, en URSS où le peuple est roi, le roi ne bouffe pas, il n'a pas de chemise. « L'individualisme foncier mène toute la farce, malgré tout, mine tout, corrompt tout. Un égoïsme rageur, fielleux, marmotteux, imbattable, imbibe, pénètre, corrompt déjà cette atroce misère, suinte à travers, la rend bien plus puante encore. »

### La machine ne délivre pas l'homme
Prétendre, comme on le fait en Russie, que la machine apporte la joie est un « phénoménal baratin » d'intellectuel. La machine salit, condamne, tue, elle est « l'infection même », elle ne délivre personne, elle abrutit l'homme. Elle ne sert qu'à éluder la vraie question : « L'Homme n'a jamais eu […] qu'un seul tyran : lui-même !… »

### La politique
On remplace l'Église par une nouvelle religion : l'homme. On accorde à ce dernier le droit de vote, on l'encense, on le flatte et l'on veut lui faire croire qu'il y a deux races distinctes : les patrons et les ouvriers. Ce ne sont que calembredaines. Les hommes sont tous les mêmes. Depuis trois siècles, la politique pourrit l'homme. « Nous étions au Moyen Âge plus près d'être unis qu'aujourd'hui… un esprit commun prenait forme. Le bobard était bien meilleur « monté poésie », plus intime. Il existe plus. »

### Matérialisme et flatterie
Le communisme est matérialiste et, dans le domaine de la matière, c'est toujours « le plus cynique, le plus rusé, le plus brutal » qui gagne. Le secret du communisme consiste à rabaisser l'homme à la matière, à abrutir la masse de louanges pour la fourvoyer. Et, quand ruse et flatterie ne suffisent plus, on a recours à la violence.
Au discours flagorneur du communisme, Céline préfère encore le discours franc et sans détour des Pères de l'Église : « Toi petit putricule informe, tu seras jamais qu'une ordure… De naissance tu n'es que merde… » Les religions chrétiennes cependant veulent bien accorder à l'homme une petite chance de se faire pardonner : il doit « faire bonne mine à toutes les peines, épreuves, misères et tortures » de l'existence, il doit s'efforcer de sauver son âme en étant « un petit poil moins putride à la crevaison qu'en naissant ».

### L'optimisme est une imposture
Pour Céline, il n'y a pas de bonheur dans l'existence. Y prétendre est une « énorme imposture ». C'est elle « qui rend les gens si venimeux, crapules, imbuvables ».
Si l'on en croit Henri Godard, le pessimisme de Céline n'est pas du nihilisme : le pessimisme permet au contraire de voir les choses telles qu'elles sont, si l'on veut entreprendre de les améliorer. Pour Céline, l'ennemi est l'optimisme, l'ennemi est la vision idéalisée des choses, la vision humaniste (au sens commun du terme) des choses. Tout cela, pour l'écrivain, n'est qu'illusion : « Massacres par myriades, toutes les guerres depuis le Déluge ont eu pour musique l'Optimisme... Tous les assassins voient l'avenir en rose, ça fait partie du métier. Ainsi soit-il. »

### Exaltation de la poésie et de la fraternité
Plus il s'éloigne de la Nature, moins l'homme a de joies, plus il a de peines — même dans un pays communiste, où il n'y a pourtant « plus d'exploiteurs à buter ». Pour Céline, le véritable communisme devrait consister non seulement en un partage des richesses, mais aussi en un partage des souffrances. Or, l'homme rechigne devant le sentiment fraternel, devant un Toutes tes peines seront les miennes. On se retrouve donc dans « un système communiste sans communistes ».

Henri Godard s'attarde sur ce passage, qui montre la déception d'un Céline cherchant en URSS une fraternité qu'il n'a pas trouvée dans les pays capitalistes. Pour Godard, l'importance de Mea Culpa se trouve dans l'exposé de cet idéal, qui résonnera dans la suite de l'œuvre célinienne. Selon Godard, Céline oppose au matérialisme soviétique « l'exaltation […] de la poésie et le sentiment fraternel » : 

« Il y a chez Céline cette affirmation d'une dignité possible de l'homme, qui ne se situerait pas dans la pensée mais dans un idéal de partage des souffrances. À cette vision d'un monde où les hommes cesseraient de souffrir et de laisser souffrir chacun pour soi, où ils sortiraient de cet enfermement en soi-même qui est l'un des aspects de la condition humaine, Céline applique tour à tour l'un de ces mots qui le hantent : mystique, poésie, folie. Il la croit seule capable de briser la chaîne de l'égoïsme et du matérialisme. »

### Ni plaisirs ni distractions ni exploiteurs contre qui «râler», mais de l'injustice
En France, on est encore des « opprimés ». On peut râler, mettre tous nos malheurs sur le compte des buveurs de sang. En URSS, il n'y a plus d'opprimés, donc on ne peut même pas râler contre les exploiteurs : « La vie devient intolérable !… » André Gide acquiesce : « Dans cet évanouissement du grief, je crains que Céline n'ait raison de voir le parfait comble de l'horreur. » Il ajoute que Céline le dit « puissamment ».
En France, les exploités ont un peu de plaisir, de menues distractions. En URSS, il n'est question ni de plaisir ni de distractions. Et les injustices recommencent, comme dans les pays capitalistes : 7 000 roubles pour l'ingénieur, 50 pour la femme de ménage. Le communisme n'est que « l'injustice rambinée sous un nouveau blase ». C'est à force de flatteries qu'on en est arrivé là : « Il faudrait buter les flatteurs, c'est ça le grand opium du peuple… »

### Comment les Soviétiques remplacent le patron
Les « nouveaux souteneurs » remplacent avantageusement le patron : mêmes violences, mêmes fadaises, mêmes ruses, mêmes « garceries publicitaires ». Le totalitarisme finira par s'imposer, avec une violence dont on ignorera la raison : 

« On pourra bien tous calancher pour un fourbi qu'existera pas ! Un Communisme en grimaces !… […] Des guerres qu'on saura plus pourquoi !… De plus en plus formidables ! Qui laisseront plus personne tranquille !… que tout le monde en crèvera… deviendra des héros sur place… et poussière par-dessus le marché !… Qu'on débarrassera la Terre… Qu'on a jamais servi à rien… Le nettoyage par l'Idée… »

## Ton
Selon Henri Godard, Céline use dans Mea Culpa « de plus de violence verbale qu'il n'en a jamais usé ». Il a trouvé « le ton de violence rageuse » qui sera celui des autres pamphlets. Mais rien ne laisse prévoir le déchaînement antisémite de Bagatelles pour un massacre, publié un an plus tard. Mea Culpa ne contient que deux allusions aux Juifs…
- « Se faire voir aux côtés du peuple, par les temps qui courent, c'est prendre une « assurance-nougat ». Pourvu qu'on se sente un peu juif ça devient une « assurance-vie ». Tout cela fort compréhensible[26]. »
- « On deviendra  « totalitaires » ! Avec les juifs, sans les juifs. Tout ça n'a pas d'importance !... Le Principal c'est qu'on tue[44] !... »

## Éditions
Édition originale : Louis-Ferdinand Céline, Mea Culpa : suivi de La Vie et l'Œuvre de Semmelweis, Paris, Denoël et Steele, 1937.
Après la guerre, les quatre pamphlets de Céline sont interdits de réédition par lui-même, puis par sa veuve. Mea Culpa, qui n'est pas un pamphlet antisémite, finit par obtenir de Lucette Destouches le droit de paraître. Il en existe donc plusieurs rééditions à partir de 1967. Il est le seul pamphlet de Céline à être réédité depuis la fin de l'Occupation.
- Mea Culpa, dans Œuvres de Louis-Ferdinand Céline, Paris, Balland, 1967, t. III[48].
- Mea Culpa, dans Œuvres de Céline, Paris, Club de l'honnête homme, 1981, t. IV[49].
- Mea Culpa, dans Céline et l'actualité (1933-1961), coll. « Les Cahiers de la NRF », série « Céline », no 7, Paris, Gallimard, 1987, p. 30-45. Rééd. augmentée, 2003[8].
- Louis-Ferdinand Céline, Mea Culpa : version préparatoire et texte définitif, Tusson, Du Lérot, 2011. Avec reproduction intégrale du manuscrit. Avant-propos d'Henri Godard. Tirage limité à 300 ex. numérotés[8].

## Accueil
Au contraire du Retour de l'U.R.S.S. du « renégat » Gide, très violemment accueilli, Mea Culpa suscite peu de réactions. Les critiques sont dans l'ensemble favorables. Le succès du pamphlet surprend Céline, après le relatif insuccès de son roman Mort à crédit. Il décide de continuer dans cette voie. Il va se consacrer pour un temps à l'écriture de pamphlets.
En janvier 1937, dans La Lumière, Georges Altman dit que Céline pose dans Mea Culpa « tout le problème moral de l'homme ».
Pour Marc Hanrez, en 1961, Mea Culpa contient « une part capitale des options morales, politiques et sociales de Céline […] Écœuré par le cloaque occidental et bourgeois, il est allé chercher à l'est […] quelques éclaircissements sur notre humaine condition. Et le dégoût se transforme en procès universel au genre humain. L'auteur dénonce l'imposture communiste, le machinisme, les mythes du prolétaire et du bonheur, au nom d'un Moyen Âge où « nous étions plus près d'être unis qu'aujourd'hui », des grandes religions chrétiennes qui ne « doraient pas la pilule », d'une humanité qui sortirait de sa « fatuité gigantesque, cosmique ». On se trouve ici en face du plus authentique Céline. »
Pour Frédéric Vitoux, en 1988, le livre « mériterait d'être lu et relu ».
Pour Henri Godard, en 2011, il s'agit d'un petit pamphlet capital, « sans la connaissance duquel il ne saurait y avoir de connaissance véritable de la philosophie de Céline ». Mea Culpa fait le point « sur l'anthropologie et la philosophie céliniennes à un moment critique de l'évolution de Céline. Celui-ci part des constats qu'il vient de faire en URSS, où la fin de l'exploitation capitaliste lui semble n'avoir pas plus amélioré les hommes que leur condition matérielle. Il en tire sur la nature humaine des conclusions dont la sévérité est celle des Pères de l'Église, auxquels il se réfère d'ailleurs explicitement […] En revanche, ce pessimisme affiché n'exclut pas l'affirmation d'une « quatrième dimension » de l'existence humaine, celle du « sentiment fraternel ». Pour Godard, ce « credo très sombre, et même virulent » est un « condensé de la vision célinienne de l'homme, en mal comme en bien ».